# Obrót Choctaw
Obrót Choctaw (ang. Choctaw turn) – to jeden z elementów łyżwiarskich zaliczanych do sekwencji kroków. W obrocie Choctaw łyżwiarz zmienia nogę łyżwiarską oraz kierunek jazdy, jednak w odróżnieniu od obrotu Mohawk zmienia także krawędź łyżwy nogi łyżwiarskiej (jeżeli rozpoczynał obrót na wewnętrznej to po zmianie nogi kontynuuje jazdę na zewnętrznej lub odwrotnie). 
Obrót Choctaw, tak jak Mohawk pozwala łyżwiarzowi na przygotowaniu się do najazdu do wykonania skoku. Wzór jaki tworzy wykonanie obrotu Choctaw na lodzie jest podobny do zwrotu lub zwrotu odwrotnego.
Nazwa obrotu Choctaw (podobnie jak nazwa obrotu Mohawk) pochodzi od nazwy rdzennych Amerykanów, których Brytyjczycy przywozili do Wielkiej Brytanii w XVIII wieku, aby zabawiali elitę. Brytyjscy łyżwiarze figurowi zauważyli, że pozy wykonywane przez Indian w ich tańcach wojennych są podobne do obrotu w łyżwiarstwie figurowym który wykonują, więc nadali mu nazwę Mohawk. Później obrót Mohawk został zmodyfikowany, dlatego nadano mu osobną nazwę Choctaw.